# Île Fir
Pour les articles homonymes, voir FIR.
L'île Fir est une île de l'État de Washington dans le Comté de Skagit aux États-Unis.

## Description
De forme triangulaire, elle s'étend sur la Skagit sur environ 8,5 km d'est en ouest et 10,5 km du nord au sud.
Elle est reliée par un pont à Conway et par un autre pont au nord-ouest à La Conner.

## Histoire naturelle
Située dans le delta de la Skagit, elle abrite près de 70 000 oies des neiges ainsi que de nombreux autres oiseaux migrateurs tels que le cygne siffleur, le cygne trompette ou le pygargue à tête blanche. 180 espèces d'oiseaux différentes ont été répertoriées.